# Inlagd sill

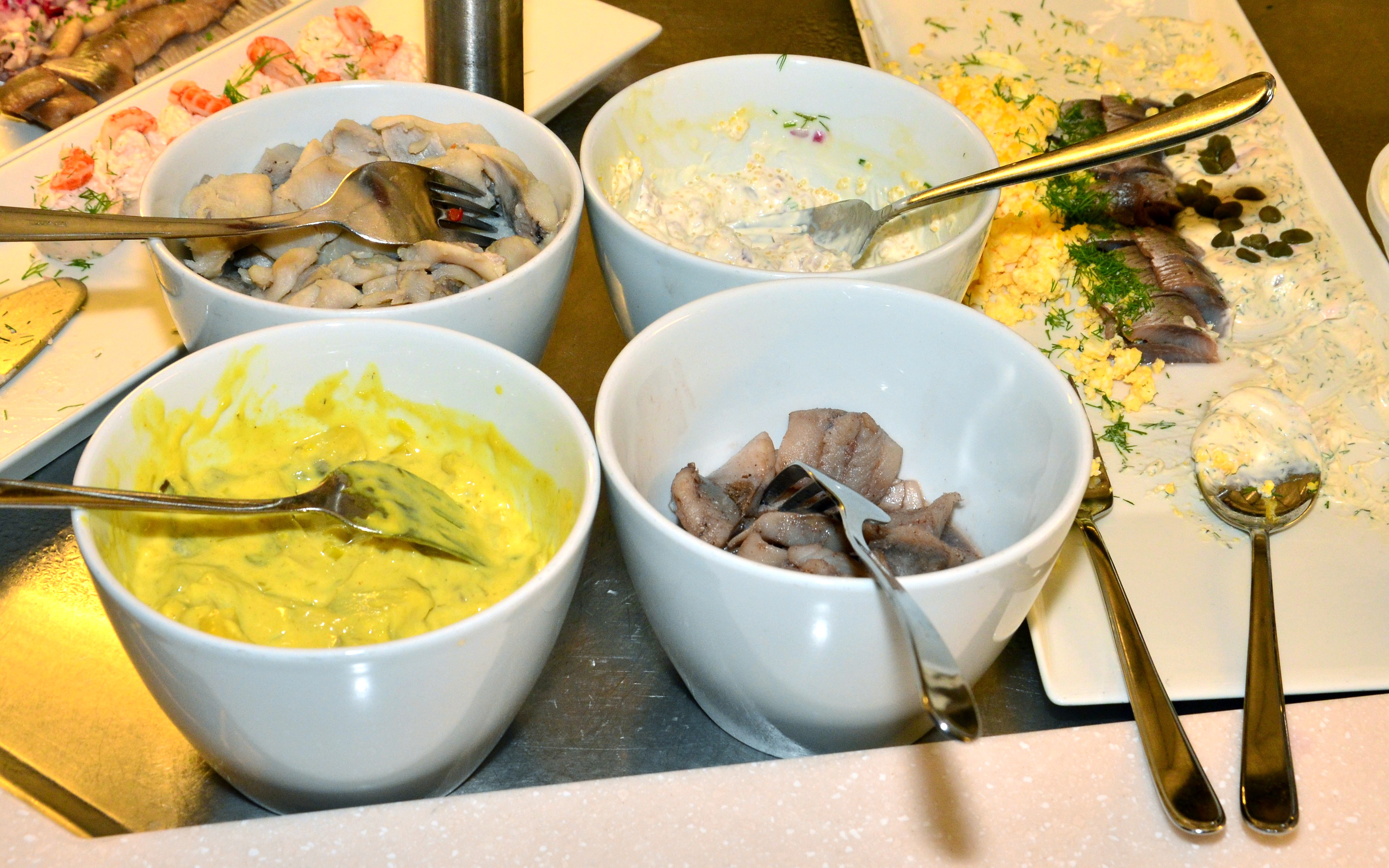
Flera olika varianter av inlagd sill: brännvinssill, senapssill, skärgårdssill, matjessill och “sill á la russe”.

Inlagd sill är sill konserverad i en lag av salt, ättika och kryddor. Den har tradition i både Sverige och Finland och konsumeras särskilt vid högtider som jul, påsk och midsommar.
Att lägga in sillen i en lag av salt, ättika och kryddor är ett sätt att konservera fisken. Några olika sillinläggningar är löksill, senapssill, skärgårdssill, vitlökssill och sherrysill. Matjessill är också inlagd men har en speciell tillredning och historik. Till de på senare år nytillkomna inläggningsvarianterna som säljs i butik hör bland andra lingonsill och apelsinsill. I Sverige serveras sill ofta med crème fraiche eller gräddfil.
Sill var länge fattigmansmat som inte ansågs duga till fest. I de tidiga inläggningarna bestod lagen av vinäger eller oxiderad öl. Under slutet av 1800-talet började sill läggas in i söt ättikslag och det var först då den betraktades som festmat, men sillens anseende som för enkel mat levde delvis kvar under 1970-talet.
I Bohuslän, där sillfisket förr i tiden spelade stor ekonomisk roll, finns fortfarande många stora och mindre sillkonservfabriker. På Klädesholmen, ett litet fiskesamhälle på två öar, har man hanterat sill sedan slutet av 1500-talet. Som mest fanns där 25 fabriker, idag[när?] finns det fortfarande en sillfabrik kvar som tillverkar sillkonserver utifrån traditionen.
Enligt en undersökning av Demoskop på uppdrag av Coop i slutet av 2010-talet, äter svenskar oftast inlagd sill i juni. Inlagd sill uppskattades mest i den äldsta åldersgruppen 55+. 24 procent i undersökningen uppgav att de inte åt sill alls.

## Bildgalleri

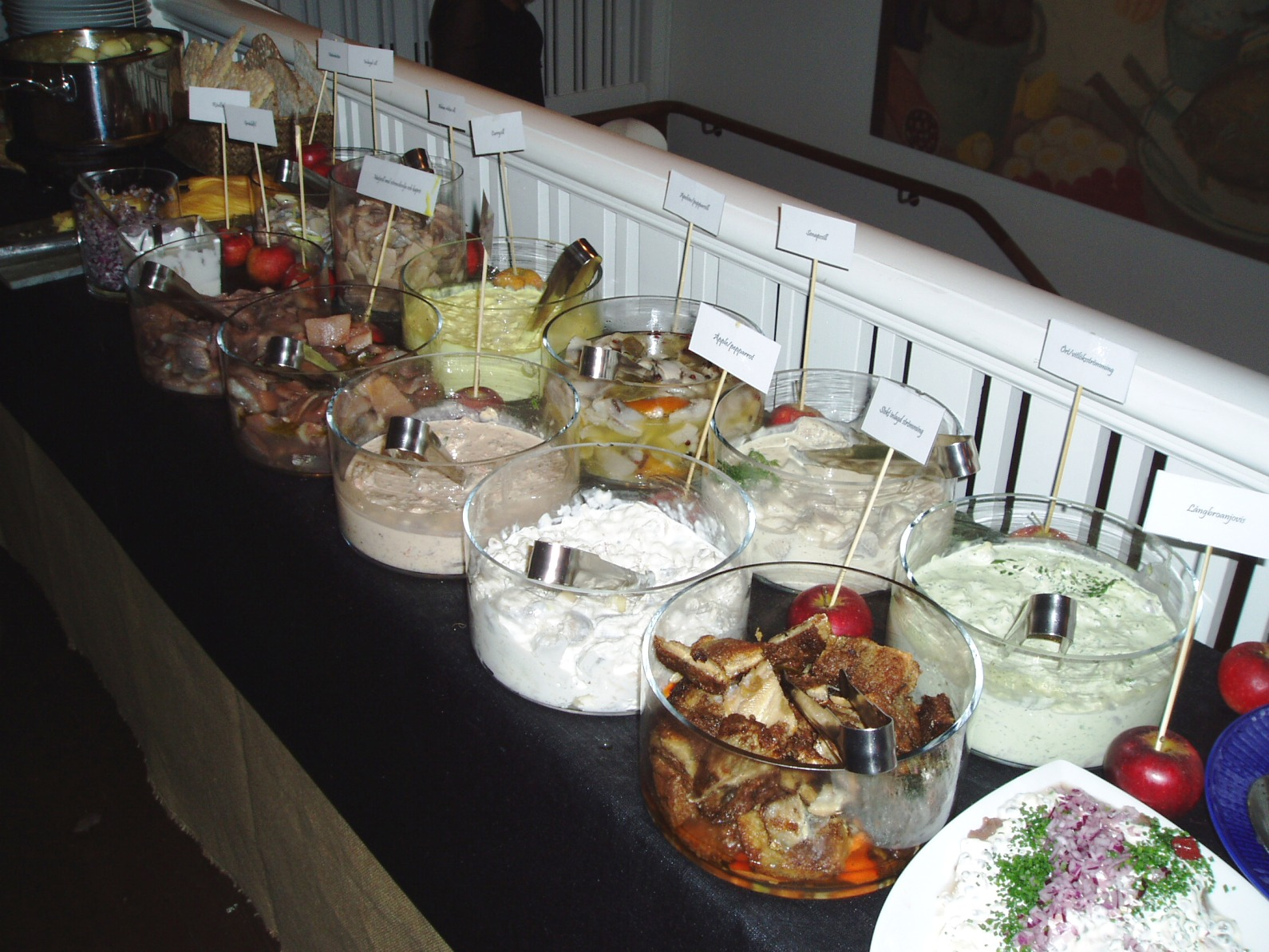
Inlagd sill på julbordet.
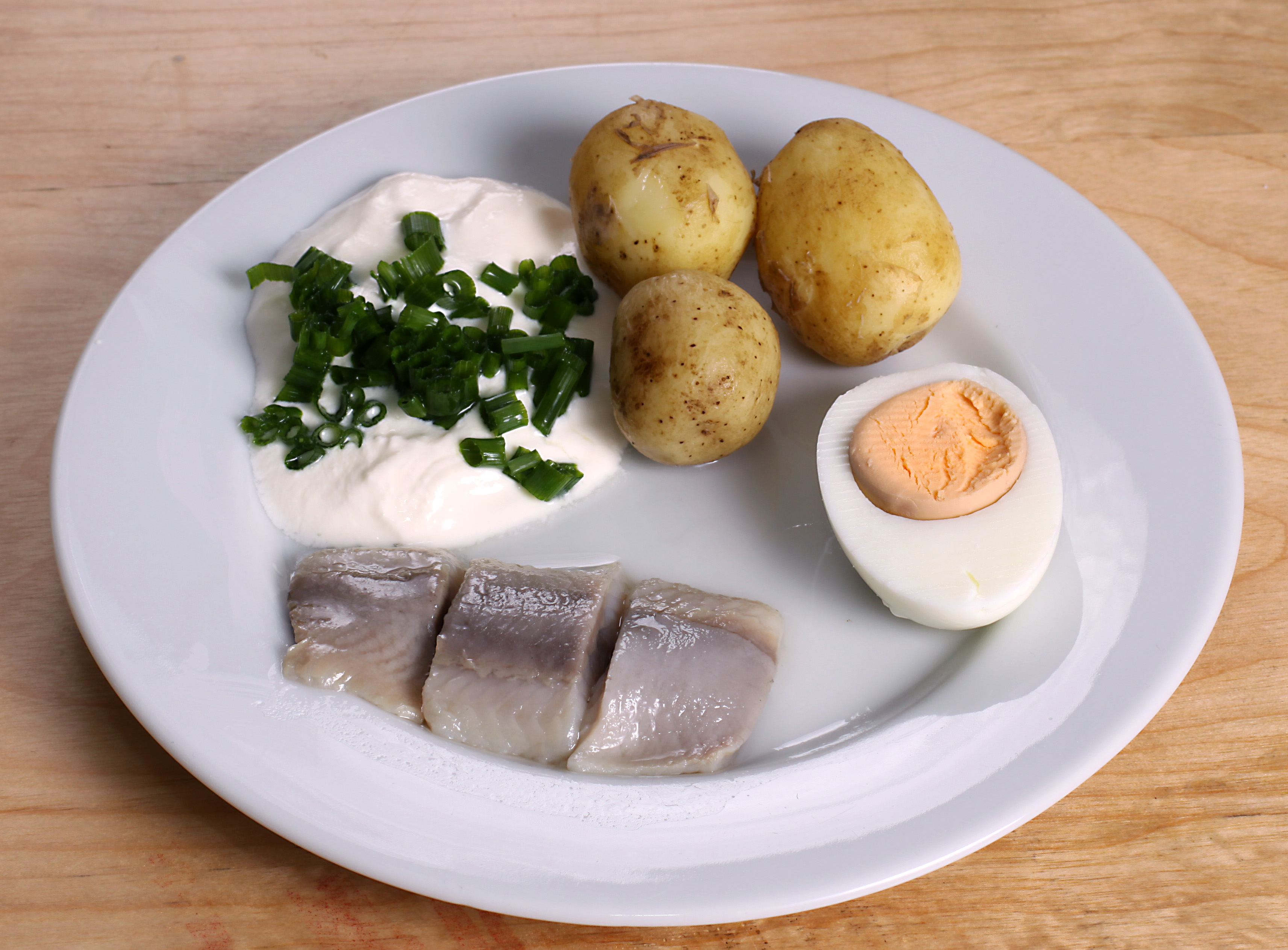
Inlagd sill, potatis, gräddfil, gräslök och ägg serverat för midsommar.